# アンドレイ・サハロフ
アンドレイ・ドミートリエヴィチ・サハロフ（露: Андре́й Дми́триевич Са́харов、1921年5月21日 - 1989年12月14日） は、ソビエト連邦の理論物理学者・政治家。物理学博士。
宇宙論や素粒子論において国際的な業績をあげた物理学者だが、ソ連において水素爆弾開発に携わり、「ソ連水爆の父」と呼ばれた一方で、後に自らの良心に基づいて反体制運動家、人権活動家として、人権、市民的自由、そしてソ連の改革を主張するなど、後半生は政治的な言動が常に注目され続けた。「ペレストロイカの父」とも呼ばれる。

## 生涯

### 生い立ち
1921年5月21日、モスクワに生まれる。
1938年、モスクワ大学に入学する。1942年に同大学を卒業する。

### 研究者へ
独ソ戦のため、トルクメン共和国（現在のトルクメニスタン）のアシハバードに疎開する。その後、ウリヤノフスクに移り、研究生活を送る。1945年モスクワに戻り、ソ連科学アカデミー・レベデフ物理学研究所の理論部門で研究生活を送る。
戦後、宇宙線の研究に着手し、1947年、物理学博士号を授与される。

### 「ソ連水爆の父」
1948年からイーゴリ・クルチャトフの下で原子爆弾開発に従事する。1949年8月29日、ソ連最初の核実験を成功させる（RDS-1。なお、この開発にはソ連の諜報活動によりアメリカから入手した技術が用いられ、核実験で生じた汚染により周辺住民への健康被害が起きた）。
次いで水爆開発に従事し、1953年8月12日に「ソ連初の水爆」の実験（RDS-6）を成功させた（実際にはこの時使われたのは原子爆弾の亜種であったとされるが、本当の意味でのソ連初の水爆となったRDS-37のプロジェクトにも携わっている）。この功績により、サハロフは32歳の若さでソ連科学アカデミーの正会員となる。
社会主義労働英雄の称号を3回も得、「ソ連水爆の父」と称されるが、核実験による放射能汚染を目の当たりにし、特に大気汚染を懸念し、核実験の中止をソ連共産党第一書記のニキータ・フルシチョフに進言する。
結果的に1963年の部分的核実験禁止条約締結に尽力した。また、同時期に物理学の分野では、宇宙論や素粒子論に関する論文を発表し始める。

### 社会的発言とノーベル平和賞
1960年代後半から民主化を求めて社会的発言を公表するようになり、1968年、「進歩、平和共存、知的自由に関する考察」をサミズダードの形式で発表する。同考察は同年西側で公刊されたため、サハロフは軍事機密に関係する研究から遠ざけられ、科学アカデミー物理学研究所に配置換えされた。
1970年代から異論派の中心人物となり、人権擁護活動に転身する。1970年、モスクワ人権委員会の創設者の一人に名を連ねる。1972年には、エレーナ・ボンネルと結婚する。1975年、ソ連での活動を評価されてノーベル平和賞を受賞する。しかし、ソ連国内では受賞に対して批判の対象となり、批判キャンペーンが党の主導で起こされた。
1980年、ソビエト連邦のアフガニスタン侵攻に抗議したため、1月22日当局に連行され、レオニード・ブレジネフ最高会議幹部会議長命令によって一切の栄誉を剥奪され、ゴーリキー（現在のニジニ・ノヴゴロド）市に流刑された。流刑の身となったサハロフであったが、1981年義理の息子の婚約者の出国を要求し、1984年、エレーナ・ボンネル夫人の病気治療のための出国を要求し、ハンガーストライキによる抵抗を続けた。ただし、サハロフがハンストという手段に訴えたのは、これが数度目であり、一部の西側メディアからは冷ややかな反応を受けた。

### 「ペレストロイカの父」
1986年ミハイル・ゴルバチョフからの電話によって流刑が解除され、モスクワに戻る。以後、ペレストロイカの進展を支持し、ソ連人民代議員大会が創設されると1989年に科学アカデミーから人民代議員へ選出される。人民代議員大会では急進改革派の地域間代議員グループの指導者の一人であり、アナトリー・サプチャークやガリーナ・スタロヴォイトワらとヨーロッパ＝アジア・ソビエト共和国連邦（ロシア語: Союз Советских Республик Европы и Азии）を提唱してその憲法草案をゴルバチョフに送付していた。アフガニスタン侵攻を批判するなど良心と勇気に基づく発言は人々の尊敬を集め、「ペレストロイカの父」と称された。
1988年には欧州議会が、サハロフを記念した「サハロフ賞」を創設し、言論及び思想の自由の擁護に尽くした人々や組織に賞を贈っている。
亡くなる2ヶ月前となる1989年10月、読売新聞社主催の「第2回ノーベル賞受賞者日本フォーラム」に出席するため最後の来日。海部総理大臣にも会っている。東京で第125代天皇や日本政府要人と会見したあと北海道札幌市を訪れ、地元の高校生らと対話した。

## 受賞・栄誉
- 社会主義労働英雄（1953年・1955年・1962年）
- スターリン賞（1953年）
- レーニン賞（1956年）
- チーノ・デル・ドゥーカ世界賞（1974年）
- ノーベル平和賞（1975年）
- エリオット・クレッソン・メダル（1985年）

## 死去
1989年12月14日、心臓麻痺のため急死した。前日、夫人に最期に語った言葉は「明日は戦いだ」。サハロフは、モスクワ市内のボストリャコフスコエ墓地に埋葬された。

## 著書（邦訳）
- 『進歩・平和共存および知的自由』上甲太郎・大塚寿一訳、みすず書房、1969年
- 『サハロフは発言する』原卓也訳、新潮社、1975年
- 『わが祖国 世界へのアピール』高橋正訳、徳間書店、1975年
- 『サハロフ回想録（上）水爆開発の秘密』金光不二夫・木村晃三訳、読売新聞社、1990年 / （再版）中央公論新社（中公文庫）2002年
- 『サハロフ回想録（下）ペレストロイカの父として』金光不二夫・木村晃三訳、読売新聞社、1990年 / （再版）中央公論新社（中公文庫）2002年